# Slowenien-Rundfahrt 2017
Die 24. Slowenien-Rundfahrt 2017 war ein slowenisches Straßenradrennen. Das Etappenrennen fand am 15. und am 18. Juni 2017 statt. Zudem gehörte das Radrennen zur UCI Europe Tour 2017 und dort in der Kategorie 2.1 eingestuft.
Nachdem der Ire Sam Bennett die erste Etappe im Sprint gewann, setzte sich am zweiten Tag der Einheimische Luka Mezgec ebenfalls im Sprint durch. Auf der dritten Etappe gab es eine Bergankunft in Rogla, die der Pole Rafal Majka gewann. Dadurch sicherte er sich das Leadertrikot und gewann letztendlich die Rundfahrt. Die letzte Etappe entschied wieder im Sprint Sam Bennett für sich.

## Teilnehmende Mannschaften
| UCI WorldTeams Bahrain-Merida Team Dimension Data                                   | Bora-hansgrohe UAE Team Emirates                                  | Orica-Scott                   |
| UCI Professional Continental Teams Androni Giocattoli Wilier Triestina-Selle Italia | Gazprom-RusVelo                                                   | Nippo-Vini Fantini            |
| UCI Continental Teams ROG-Ljubljana Amplatz-BMC Synergy Baku Cycling Project        | Elkov-Author Cycling Team Meridiana Kamen Team Tirol Cycling Team | Adria Mobil Sangemini-MG.Kvis |
| Nationalmannschaften Slowenien                                                      |                                                                   |                               |

## Wertungen im Tourverlauf
| Etappe         | Etappensieger  | Gesamtwertung | Punktewertung | Bergwertung  | Nachwuchswertung | Teamwertung        |
| -------------- | -------------- | ------------- | ------------- | ------------ | ---------------- | ------------------ |
| 1              | Sam Bennett    | Sam Bennett   | Sam Bennett   | Luca Pacioni | Žiga Jerman      | Bora-hansgrohe     |
| 2              | Luka Mezgec    | Luka Mezgec   | Luka Mezgec   | Luca Pacioni | Žiga Jerman      | UAE Team Emirates  |
| 3              | Rafał Majka    | Rafał Majka   | Luka Mezgec   | Rafał Majka  | Tadej Pogačar    | Nippo-Vini Fantini |
| 4              | Sam Bennett    | Rafał Majka   | Sam Bennett   | Rafał Majka  | Tadej Pogačar    | Nippo-Vini Fantini |
| Wertungssieger | Wertungssieger | Rafał Majka   | Sam Bennett   | Rafał Majka  | Tadej Pogačar    | Nippo-Vini Fantini |